# Kanton Landivy
Landivy is een voormalig kanton van het Franse departement Mayenne. Het kanton maakte deel uit van het arrondissement Mayenne. Het werd opgeheven bij decreet van 21 februari 2014 met uitwerking op 22 maart 2015. Alle gemeenten werden opgenomen in het kanton Gorron.

## Gemeenten
Het kanton Landivy omvatte de volgende gemeenten:
- Désertines
- La Dorée
- Fougerolles-du-Plessis
- Landivy (hoofdplaats)
- Montaudin
- Pontmain
- Saint-Berthevin-la-Tannière
- Saint-Ellier-du-Maine
- Saint-Mars-sur-la-Futaie